# Tour de França de 1939
El Tour de França de 1939 fou la 33a edició del Tour de França i es disputà entre el 10 i el 30 de juliol de 1939, sobre un recorregut de 4.224 km, distribuïts en 18 etapes, sis d'elles dividides en dos sectors i dues en tres, i un total de 28 finals d'etapa que es van disputar a una mitjana de 31,986  km/h.
Aquesta edició es va disputar a les portes d'una Segona Guerra Mundial que havia d'assolar Europa durant els següents set anys. En el moments de començar la cursa la tensió era ja molt elevada i Itàlia, Alemanya i Espanya no van enviar cap equip per disputar la cursa, de manera que el vencedor de 1938, l'italià Gino Bartali, no va poder defensar el seu títol. Per completar la participació Bèlgica va enviar dos equips i França cinc. Aquest seria el darrer Tour en vuit anys, fins al 1947.
A nivell esportiu hi hagué un clar domini de Sylvère Maes, el qual construeix la seva victòria en les etapes Alpines.

## Canvis respecte a l'edició anterior
Per primera vegada es va disputar una cronoescalada, en el segon sector de la 16a etapa, amb l'ascens i descens del coll de l'Iseran.
Es va afegir una nova regla perquè fos més difícil finalitzar la carrera: entre la segona i la setena etapa el darrer classificat de la general era eliminat de la cursa.
Es tornen a modificar les bonificacions, reduint-les a 30" en cas de victòria i d'un minut si aquesta és en solitari i amb una diferència superior als 30" respecte al segon. Als ports de muntanya s'estableixen bonificacions variables.
En aquesta edició es creen els equips regionals francesos.

## Participants
Pel fet que Itàlia, Alemanya i Espanya decidiren no enviar els seus respectius equips, l'organització del Tour es va trobar amb una participació molt reduïda. Per tal de solucionar aquest fet es va decidir que Bèlgica enviés dos equips i França quatre equips regionals, a banda del nacional.
Els ciclistes francesos havien dominat la dècada de 1930, però el 1939 cap d'ells va estar present al Tour: André Leducq, vencedor el 1930 i 1932, s'havia retirat el 1938, així com Antonin Magne, vencedor el 1931 i 1934. El vencedor de 1933, Georges Speicher, va decidir no córrer i el vencedor de 1937, Roger Lapébie, estava lesionat. Això convertia l'equip belga en el favorit.

## Recorregut
Com en l'edició anterior el recorregut segueix el sentit contrari a les agulles del rellotge, amb sortida i final a París, però a diferència d'anys anteriors en què el recorregut seguia els límits exteriors de França, en aquesta ocasió no s'acosta a l'Espanya franquista, i molt menys a l'Alemanya nazi. La muntanya perd protagonisme al seu pas pels Pirineus, amb una sola etapa de muntanya, però els ports molt lluny de l'arribada. Als Alps hi ha una etapa sencera de muntanya i dues sector d'una altra, amb la disputa d'una contrarellotge individual amb l'ascensió i descens del coll de l'Iseran. Fins a nou viles acolliran una etapa per primera vegada en la seva història: An Oriant, Salies-de-Béarn, Sant Rafèu, Mònaco, Bonneval-sur-Arc, Bourg-Saint-Maurice, Annecy, Dole i Troyes.

## Desenvolupament de la cursa
En la primera etapa el francès Amédée Fournier, de l'equip Nord-est, fou el vencedor a l'esprint, cosa que li serví per a aconseguir el primer mallot groc de líder de l'edició. En la següent etapa Romain Maes, que havia finalitzat en el mateix grup que Fournier, guanyà la contrarellotge individual, passant a liderar la cursa momentàniament. Amb tot, en el segon sector de l'etapa Maes quedà despenjat del grup capdavanter i el liderat passà a mans de Jean Fontenay. Fins a tres ciclistes d'equips regionals comandaven la cursa en aquell moment.
René Vietto, cap de files de l'equip regional del Sud-est, ocupava la segona posició. En la quarta etapa Vietto va agafar l'escapada bona del dia, amb la qual cosa passà a liderar la cursa, seguit de Mathias Clemens a tan sols sis segons.
En la novena etapa, l'única de la present edició als Pirineus, Edward Vissers va llançar un dur atac sense esperar al seu cap de files, Sylvère Maes. Vissers guanyà l'etapa amb quatre minuts d'avantatge sobre el segon classificat i passà en primera posició pel cim dels tres colls puntuables, amb la qual cosa passà a liderar la classificació de la muntanya. Vietto va mantenir el liderar i Maes pujà fins a la segona posició en la general, tres minuts rere Vietto.
En la contrarellotge del segon sector de la 10a etapa Vietto augmentà una mica les diferències respecte a Maes, però en el segon sector de la 12a etapa va ser Maes el qui recuperà temps, quedant a moc menys de dos minuts abans de l'arribada de les etapes alpines que havien de decidir la cursa. En la 15a etapa, amb final a Briançon i el pas pels colls d'Alòs, Vars i Izoard, Sylvère Maes llançà un dur atac que no va poder ser seguit per Vietto. En l'arribada Maes li treu més de 17 minuts a Vietto, el mateix temps que els distanciarà al capdavant de la general al final del dia. La següent etapa estava dividida en tres sectors. En el primer sector, amb el pas pel Galibier Vietto es va mantenir al costat de Maes, però en el segon, una cronoescalada amb el pas pel coll de l'Iseran, Maes li va treure deu minuts a Vietto. Maes liderava la classificació amb 27 minuts sobre l'immediat perseguidor i la victòria final semblava segura.
En les etapes finals Maes encara amplià una mica més les diferències i acabà guanyant l'edició amb més de mitja hora sobre Vietto.

## Resultats

### Etapes
Les etapes 2, 6, 8, 12, 17 i 18 foren dividides en dos sectors, mentre la 10 i 16 ho foren en tres. Es disputaren cinc contrarellotges individuals, en un dels sectors de la 2a, 8a, 10a, 16a i 17a etapes. En la contrarellotge de la 16a etapa s'havia de superar el coll de l'Iseran.
| Etapa | Data         | Recorregut                             |                           | Km  | Vencedor d'etapa          | Líder de la general   |
| ----- | ------------ | -------------------------------------- | ------------------------- | --- | ------------------------- | --------------------- |
| 1a    | 10 de juliol | París - Caen                           | Etapa plana               | 215 | Amédée Fournier (FRA)     | Amédée Fournier (FRA) |
| 2a A  | 11 de juliol | Caen- Vire                             | Contrarellotge individual | 63  | Romain Maes (BEL)         | Romain Maes (BEL)     |
| 2a B  | 11 de juliol | Vire- Rennes                           | Etapa plana               | 120 | Eloi Tassin (FRA)         | Jean Fontenay (FRA)   |
| 3a    | 12 de juliol | Rennes- Brest                          | Etapa plana               | 244 | Pierre Cloarec (FRA)      | Jean Fontenay (FRA)   |
| 4a    | 13 de juliol | Brest- An Oriant                       | Etapa plana               | 174 | Raymond Louviot (FRA)     | René Vietto (FRA)     |
| 5a    | 14 de juliol | An Oriant - Nantes                     | Etapa plana               | 207 | Amédée Fournier (FRA)     | René Vietto (FRA)     |
| 6a A  | 15 de juliol | Nantes - La Rochelle                   | Etapa plana               | 144 | Lucien Storme (BEL)       | René Vietto (FRA)     |
| 6a B  | 15 de juliol | La Rochelle - Royan                    | Etapa plana               | 107 | Edmond Pagès (FRA)        | René Vietto (FRA)     |
| 7a    | 17 de juliol | Royan - Bordeus                        | Etapa plana               | 198 | Raymond Passat (FRA)      | René Vietto (FRA)     |
| 8a A  | 18 de juliol | Bordeus - Salies-de-Béarn              | Etapa plana               | 210 | Marcel Kint (BEL)         | René Vietto (FRA)     |
| 8a B  | 18 de juliol | Salies-de-Béarn - Pau                  | Contrarellotge individual | 69  | Karl Litschi (SUI)        | René Vietto (FRA)     |
| 9a    | 19 de juliol | Pau - Tolosa                           | Etapa de muntanya         | 311 | Edward Vissers (BEL)      | René Vietto (FRA)     |
| 10a A | 21 de juliol | Tolosa - Narbona                       | Etapa plana               | 148 | Pierre Jaminet (FRA)      | René Vietto (FRA)     |
| 10a B | 21 de juliol | Narbona - Besiers                      | Contrarellotge individual | 27  | Maurice Archambaud (FRA)  | René Vietto (FRA)     |
| 10a C | 21 de juliol | Besiers - Montpeller                   | Etapa plana               | 71  | Maurice Archambaud (FRA)  | René Vietto (FRA)     |
| 11a   | 22 de juliol | Montpeller - Marsella                  | Etapa plana               | 212 | Fabien Galateau (FRA)     | René Vietto (FRA)     |
| 12a A | 23 de juliol | Marsella - Sant Rafèu                  | Etapa plana               | 157 | François Neuens (LUX)     | René Vietto (FRA)     |
| 12a B | 23 de juliol | Sant Rafèu - Mònaco                    | Etapa plana               | 121 | Maurice Archambaud (FRA)  | René Vietto (FRA)     |
| 13a   | 24 de juliol | Mònaco - Mònaco                        | Etapa de mitja muntanya   | 102 | Pierre Gallien (FRA)      | René Vietto (FRA)     |
| 14a   | 25 de juliol | Mònaco - Digne-les-Bains               | Etapa plana               | 175 | Pierre Cloarec (FRA)      | René Vietto (FRA)     |
| 15a   | 26 de juliol | Digne-les-Bains - Briançon             | Etapa de muntanya         | 219 | Sylvère Maes (BEL)        | Sylvère Maes (BEL)    |
| 16a A | 27 de juliol | Briançon - Bonneval-sur-Arc            | Etapa de muntanya         | 126 | Pierre Jaminet (FRA)      | Sylvère Maes (BEL)    |
| 16a B | 27 de juliol | Bonneval-sur-Arc - Bourg-Saint-Maurice | Contrarellotge individual | 64  | Sylvère Maes (BEL)        | Sylvère Maes (BEL)    |
| 16a C | 27 de juliol | Bourg-Saint-Maurice - Annecy           | Etapa de mitja muntanya   | 104 | Antoon Van Schendel (NED) | Sylvère Maes (BEL)    |
| 17a A | 29 de juliol | Annecy - Dole                          | Etapa de mitja muntanya   | 226 | François Neuens (LUX)     | Sylvère Maes (BEL)    |
| 17a B | 29 de juliol | Dole - Dijon                           | Contrarellotge individual | 59  | Maurice Archambaud (FRA)  | Sylvère Maes (BEL)    |
| 18a A | 30 de juliol | Dijon - Troyes                         | Etapa plana               | 151 | René Le Grevès (FRA)      | Sylvère Maes (BEL)    |
| 18a B | 30 de juliol | Troyes - París                         | Etapa plana               | 201 | Marcel Kint (BEL)         | Sylvère Maes (BEL)    |

### Classificació general
El ciclista que arribava a la meta en el menor temps era proclamat el vencedor d'etapa. Els diferents temps de cada etapa eren sumats per aconseguir la classificació general, guanyada pel ciclista amb menor temps acumulat. Si un ciclista havia rebut alguna bonificació de temps es restava del total, de la mateixa manera que les penalitzacions de temps s'afegien al total. El líder de la cursa era identificat pel mallot groc. Dels 79 ciclistes que van prendre la sortida, 49 l'acabaren.
| Pos. | Ciclista                   | Equip         | Temps        |
| ---- | -------------------------- | ------------- | ------------ |
| 1    | Sylvère Maes (BEL)         | Bèlgica       | 132h 03' 17" |
| 2    | René Vietto (FRA)          | Sud-est       | + 30' 38"    |
| 3    | Lucien Vlaemynck (BEL)     | Bèlgica B     | + 32' 08"    |
| 4    | Mathias Clemens (LUX)      | Luxemburg     | + 36' 09"    |
| 5    | Edward Vissers (BEL)       | Bèlgica       | + 38' 05"    |
| 6    | Sylvain Marcaillou (FRA)   | França        | + 45' 16"    |
| 7    | Albertin Disseaux (BEL)    | Bèlgica B     | + 46' 54"    |
| 8    | Jan Lambrichs (NED)        | Països Baixos | + 48' 01"    |
| 9    | Albert Ritserveldt (BEL)   | Bèlgica B     | + 48' 27"    |
| 10   | Cyriel Vanoverberghe (BEL) | Bèlgica B     | + 49' 44"    |

| Classificació final (11–49) | Classificació final (11–49) | Classificació final (11–49) | Classificació final (11–49) |
| Pos.                        | Ciclista                    | Equip                       | Temps                       |
| --------------------------- | --------------------------- | --------------------------- | --------------------------- |
| 11                          | Dante Gianello (FRA)        | França                      | + 55' 55"                   |
| 12                          | Raymond Passat (FRA)        | Sud-oest                    | + 57' 23"                   |
| 13                          | Auguste Mallet (FRA)        | França                      | + 1h 02' 05"                |
| 14                          | Maurice Archambaud (FRA)    | Illa de França/Nord-est     | + 1h 06' 24"                |
| 15                          | Albert van Schendel (NED)   | Països Baixos               | + 1h 10' 01"                |
| 16                          | Pierre Gallien (FRA)        | Illa de França/Nord-est     | + 1h 10' 22"                |
| 17                          | Louis Thiétard (FRA)        | Illa de França/Nord-est     | + 1h 13' 33"                |
| 18                          | Christophe Didier (LUX)     | Luxemburg                   | + 1h 19' 07"                |
| 19                          | Georges Naisse (FRA)        | França                      | + 1h 23' 53"                |
| 20                          | Pierre Clemens (LUX)        | Luxemburg                   | + 1h 24' 48"                |
| 21                          | Albert Perikel (BEL)        | Bèlgica B                   | + 1h 26' 59"                |
| 22                          | Fabien Galateau (FRA)       | Sud-est                     | + 1h 28' 59"                |
| 23                          | Edmond Pagès (FRA)          | Sud-oest                    | + 1h 35' 24"                |
| 24                          | Oreste Bernardoni (FRA)     | Sud-est                     | + 1h 46' 01"                |
| 25                          | Victor Cosson (FRA)         | França                      | + 1h 47' 47"                |
| 26                          | Albert Hendrickx (BEL)      | Bèlgica                     | + 2h 04' 42"                |
| 27                          | François Neuville (BEL)     | Bèlgica                     | + 2h 15' 24"                |
| 28                          | André de Korver (NED)       | Països Baixos               | + 2h 15' 34"                |
| 29                          | Raymond Louviot (FRA)       | França                      | + 2h 16' 58"                |
| 30                          | Josef Wagner (SUI)          | Suïssa                      | + 2h 18' 38"                |
| 31                          | Pierre Cloarec (FRA)        | Oest                        | + 2h 19' 48"                |
| 32                          | Éloi Tassin (FRA)           | Oest                        | + 2h 21' 19"                |
| 33                          | Charles Berty (FRA)         | Sud-est                     | + 2h 23' 45"                |
| 34                          | Marcel Kint (BEL)           | Bèlgica                     | + 2h 24' 35"                |
| 35                          | Lucien Le Guével (FRA)      | França                      | + 2h 37' 54"                |
| 36                          | Trino Yelamos (FRA)         | Sud-est                     | + 2h 38' 04"                |
| 37                          | Joseph Aureille (FRA)       | Sud-est                     | + 2h 46' 15"                |
| 38                          | Antoon van Schendel (NED)   | Països Baixos               | + 2h 51' 06"                |
| 39                          | Jozef Dominicus (NED)       | Països Baixos               | + 2h 53' 19"                |
| 40                          | Victor Codron (FRA)         | Illa de França/Nord-est     | + 3h 07' 02"                |
| 41                          | Théo Perret (SUI)           | Suïssa                      | + 3h 14' 40"                |
| 42                          | François Neuens (LUX)       | Luxemburg                   | + 3h 15' 54"                |
| 43                          | Jean Fontenay (FRA)         | Oest                        | + 3h 16' 59"                |
| 44                          | René Pedroli (SUI)          | Suïssa                      | + 3h 19' 33"                |
| 45                          | René Le Grevès (FRA)        | Oest                        | + 3h 35' 53"                |
| 46                          | Janus Hellemons (NED)       | Països Baixos               | + 3h 44' 16"                |
| 47                          | Amédée Fournier (FRA)       | Illa de França/Nord-est     | + 4h 01' 56"                |
| 48                          | Joseph Soffietti (FRA)      | Sud-est                     | + 4h 18' 46"                |
| 49                          | Armand Le Moal (FRA)        | Oest                        | + 4h 26' 39"                |

### Gran Premi de la Muntanya
Per la classificació de la muntanya l'organització va determinar 10 colls de muntanya puntuables, tot i que durant el recorregut se'n van superar d'altres també de gran dificultat. Al cim d'aquests colls s'atorgaven 10 punts al primer ciclista a passar-hi, nou al segon i així successivament fins al desè classificat, que rebia un punt.
| Etapa | Nom       | Alçada  | Serralada     | Primer         |
| ----- | --------- | ------- | ------------- | -------------- |
| 9     | Aubisca   | 1.709 m | Pirineus      | Edward Vissers |
| 9     | Tourmalet | 2.115 m | Pirineus      | Edward Vissers |
| 9     | Aspin     | 1.489 m | Pirineus      | Edward Vissers |
| 13    | Braus     | 1.002 m | Alps Marítims | Sylvère Maes   |
| 15    | Alòs      | 2.250 m | Alps          | Edward Vissers |
| 15    | Vars      | 2.110 m | Alps          | Edward Vissers |
| 15    | Izoard    | 2.361 m | Alps          | Sylvère Maes   |
| 16A   | Galibier  | 2.556 m | Alps          | Dante Gianello |
| 16B   | Iseran    | 2.770 m | Alps          | Sylvère Maes   |
| 17A   | Faucille  | 1.320 m | Alps          | Sylvère Maes   |

El vencedor d'aquesta classificació va ser Sylvère Maes.
| Pos | Ciclista                | Equip     | Punts |
| --- | ----------------------- | --------- | ----- |
| 1   | Sylvère Maes (BEL)      | Bèlgica   | 86    |
| 2   | Edward Vissers (BEL)    | Bèlgica   | 84    |
| 3   | Albert Ritseveldt (BEL) | Bèlgica B | 71    |
| 4   | Dante Gianello (FRA)    | França    | 61    |
| 5   | René Vietto (FRA)       | Susd-est  | 22    |

### Classificació per equips
El 1939 la classificació per equips fou calculada a partir de la suma dels tres millors temps de cada equips, sent el vencedor l'equip que sumava un menor temps. En aquesta edició hi havia deu equips amb vuit ciclistes. Hi havia els equips nacionals de Bèlgica, Suïssa, Luxemburg, Països Baixos i França. A més a més Bèlgica envià un segon equip, "Bèlgica B", i França tenia quatre equips regionals: Nord-est, Oest, Sud-oest i Sud-est. L'equip del Sud-est tenia inscrits vuit ciclistes, però finalment sols foren set els que van iniciar el Tour. Sols dos dels ciclistes de l'equip del Sud-oest finalitzaren la cursa, per la qual cosa no estan compatibilitzats en la classificació final per equips.
| Pos. | Equip         | Temps        |
| ---- | ------------- | ------------ |
| 1    | Bèlgica B     | 398h 17' 20" |
| 2    | França        | + 35' 47"    |
| 3    | Bèlgica       | + 36' 18"    |
| 4    | Luxemburg     | +1 h 12' 35" |
| 5    | Nord-est      | + 1h 23' 20" |
| 6    | Sud-est       | + 1h 38' 09" |
| 7    | Països Baixos | + 2h 06' 07" |
| 8    | Oest          | + 5h 50' 37" |
| 9    | Suïssa        | + 6h 45' 27" |

## Evolució de les classificacions
| Etapa | Vencedor            | Classificació general | Classificació de la muntanya | Classificació per equips |
| ----- | ------------------- | --------------------- | ---------------------------- | ------------------------ |
| 1     | Amédée Fournier     | Amédée Fournier       | no entregat                  | Bèlgica A                |
| 2a    | Romain Maes         | Romain Maes           | no entregat                  | Bèlgica A                |
| 2b    | Eloi Tassin         | Jean Fontenay         | no entregat                  | França-Oest              |
| 3     | Pierre Cloarec      | Jean Fontenay         | no entregat                  | França-Oest              |
| 4     | Raymond Louviot     | René Vietto           | no entregat                  | França-Oest              |
| 5     | Amédée Fournier     | René Vietto           | no entregat                  | França-Oest              |
| 6a    | Lucien Storme       | René Vietto           | no entregat                  | França-Oest              |
| 6b    | Edmond Pagès        | René Vietto           | no entregat                  | França-Oest              |
| 7     | Raymond Passat      | René Vietto           | no entregat                  | Bèlgica B                |
| 8a    | Marcel Kint         | René Vietto           | no entregat                  | Bèlgica B                |
| 8b    | Karl Litschi        | René Vietto           | no entregat                  | Bèlgica B                |
| 9     | Edward Vissers      | René Vietto           | Edward Vissers               | Bèlgica B                |
| 10a   | Pierre Jaminet      | René Vietto           | Edward Vissers               | Bèlgica B                |
| 10b   | Maurice Archambaud  | René Vietto           | Edward Vissers               | Bèlgica B                |
| 10c   | Maurice Archambaud  | René Vietto           | Edward Vissers               | Bèlgica B                |
| 11    | Fabien Galateau     | René Vietto           | Edward Vissers               | Bèlgica B                |
| 12a   | François Neuens     | René Vietto           | Edward Vissers               | Bèlgica B                |
| 12b   | Maurice Archambaud  | René Vietto           | Edward Vissers               | Bèlgica B                |
| 13    | Pierre Gallien      | René Vietto           | Edward Vissers               | Bèlgica B                |
| 14    | Pierre Cloarec      | René Vietto           | Edward Vissers               | Bèlgica B                |
| 15    | Sylvère Maes        | Sylvère Maes          | Edward Vissers               | Bèlgica B                |
| 16a   | Pierre Jaminet      | Sylvère Maes          | Edward Vissers               | Bèlgica B                |
| 16b   | Sylvère Maes        | Sylvère Maes          | Sylvère Maes                 | Bèlgica B                |
| 16c   | Antoon Van Schendel | Sylvère Maes          | Sylvère Maes                 | Bèlgica B                |
| 17a   | François Neuens     | Sylvère Maes          | Sylvère Maes                 | Bèlgica B                |
| 17b   | Maurice Archambaud  | Sylvère Maes          | Sylvère Maes                 | Bèlgica B                |
| 18a   | René Le Grevès      | Sylvère Maes          | Sylvère Maes                 | Bèlgica B                |
| 18b   | Marcel Kint         | Sylvère Maes          | Sylvère Maes                 | Bèlgica B                |
| Final | Final               | Sylvère Maes          | Sylvère Maes                 | Bèlgica B                |

## A posteriori
Tot i que finalment no va guanyar la cursa, René Vietto aconseguí una fama notable. Fins a l'aparició de Raymond Poulidor fou el ciclista francès amb més seguidors.
Les vendes del diari organitzador l'Auto havien caigut a tan sols 164.000 exemplars, i el diari fou venut a Raymond Patenôtre. Un mesos després Alemanya envaïa França en el decurs de la Segona Guerra Mundial i Patenôtre va vendre l'Auto als alemanys.
Només acabar aquesta edició l'organització va anunciar que el Tour de França de 1940 es disputaria en 20 etapes i cinc dies de descans, però l'inici de la Segona Guerra Mundial va impossibilitar la disputa del Tour de França fins al 1947. En aquesta nova edició Vietto tornaria a tenir un paper destacat, en liderar la classificació general en 15 de les 21 etapes, tot i que finalment fou Jean Robic el vencedor final.
La victòria de Maes fou la darrera d'un ciclista belga al Tour en 30 anys, fins que Eddy Merckx guanyà el Tour de França de 1969.